# Parasenecio maowenensis
Parasenecio maowenensis là một loài thực vật có hoa trong họ Cúc. Loài này được Y.L.Chen mô tả khoa học đầu tiên năm 1996.